# Opievallmo

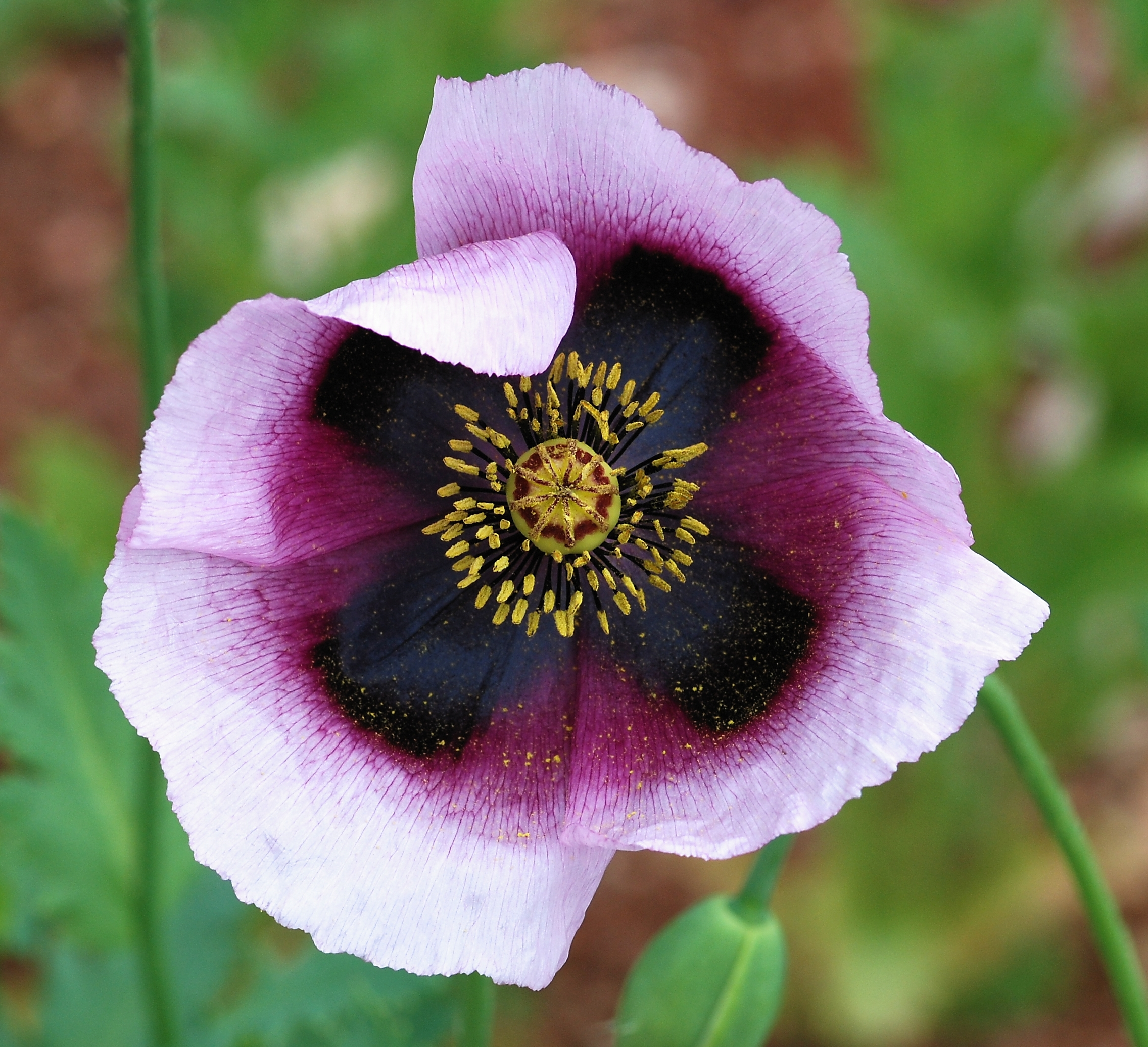
Blomma.

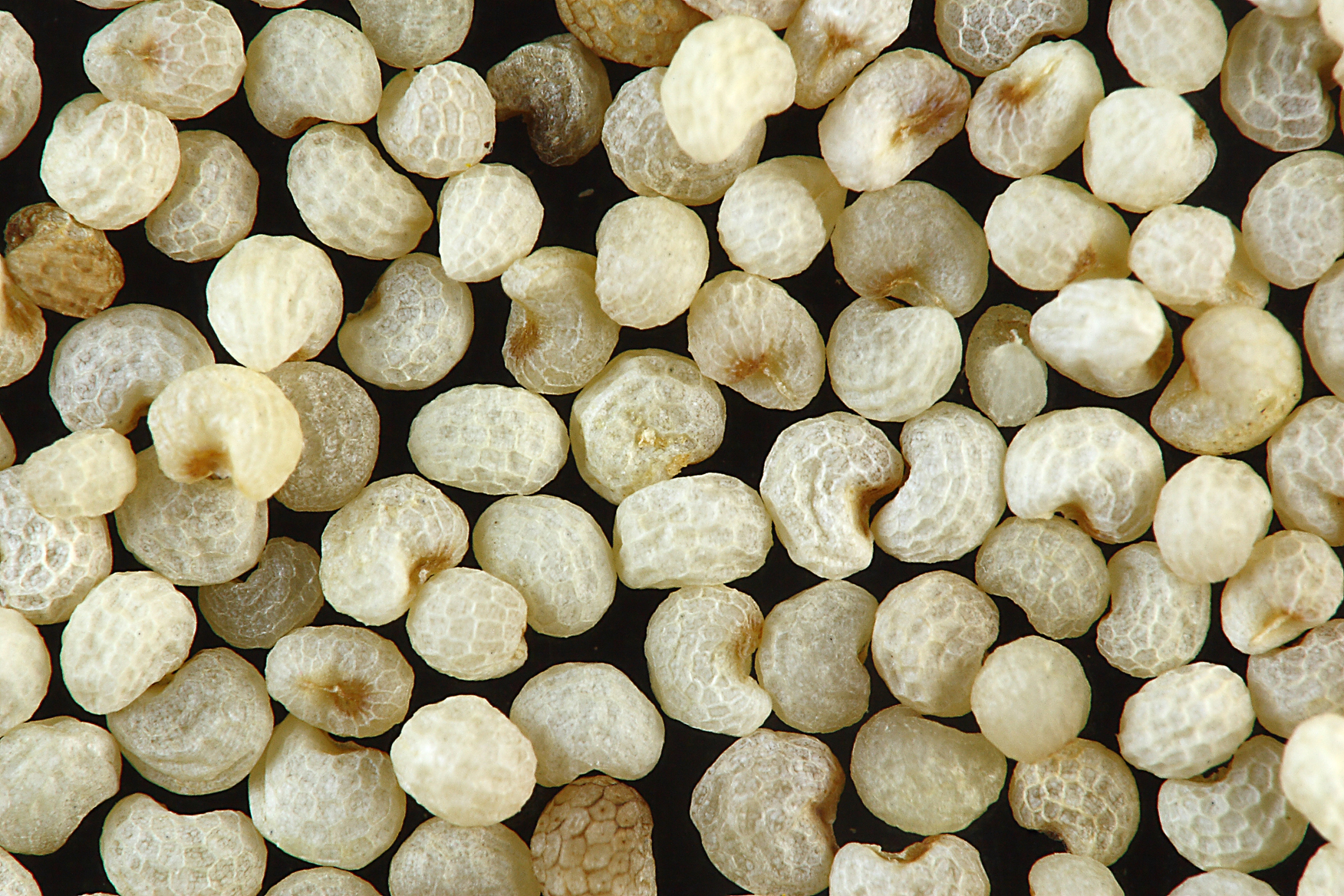
Frön av en vit variant.

Opievallmo (Papaver somniferum), även opiumvallmo eller fjädervallmo, är en ettårig ört inom vallmosläktet i familjen vallmoväxter.

## Beskrivning
Opiumvallmo kan bli upp till 80 cm hög och blommar från juni till juli med upp till en decimeter breda blommor som varierar från vitt, rosa, violett till rött eller purpur. Kronbladen har vanligtvis en svart fläck vid basen. Frukten blir en stor, klotrund, kal kapsel med åtta till tolv märkesstrålar. Fröna är njurformade, vita, blåaktiga eller svarta. Stjälken är upprätt och har strödda, halvt stjälkomfattande, djupt parflikiga blad som är blågröna och nästan kålartade.

## Förekomst och användning
Opiumvallmo är en kulturväxt som kan påträffas förvildad på väldränerad grusmark, ruderatmark, vägkanter och ödeträdgårdar. Arten har varit känd sedan urminnes tider. Växtens ursprungsområde är troligen östra Medelhavsområdet.
Fröna är små och njurformade. De är näringsrika och används i matlagning, framför allt i bröd. Opiumvallmo är än idag en betydelsefull medicinalväxt. Den används till att producera medicinskt morfin och de illegala drogerna opium och heroin. 
Medicinsk opium används ej längre i Sverige men i stora delar av världen används medicinalväxter på grund av tradition, fattigdom eller bristfällig tillgång till andra mediciner. Växten behöver ej beredas eller tillredas för att ge narkotisk effekt eftersom mjölksaften innehåller bland annat morfin.
De första jägare och samlare som vandrade in i Skandinavien förde med sig växten. Växten är snabbväxande och lättodlad, blommar tidigt och förvildar sig lätt. Frökapseln bildar en bägare som öppnar sig upptill. Fröna skakas ut vid kraftig vind eller sprids av människan om frökapslarna skördas. Fröet är ljusgroende och kan överleva under marken i många år för att sedan gro om till exempel djur för upp fröet till ytan.
| ”                                            | Då Ceres sörjde förlusten av sin dotter Proserpina, som blivit henne frånrövad av Pluton, skapade hon vallmoblomman, i vars sömngivande förmåga hon sökte lindring och glömska för sin sorg. Morpheus (Somnus), sömnens gud, framställdes också alltid omgiven av vallmo och detta är mer än en legend, då just ur vallmoblommans fröhus, företrädesvis den vita vallmon, man får opium. Fröna själva äro emellertid oskadliga, till och med ätbara och användes redan på romarnas tid. | „ |
| – Ida Sager, Från gamla trädgårdsland (1910) | |   |